# San Jorge
San Jorge (en griego, Γεώργιος Georgios; en siríaco clásico, ܓܝܘܪܓܝܣ Giwargis; en latín, Georgius) es el nombre de un soldado romano ejecutado en Nicomedia a causa de su fe cristiana, por lo que se lo venera como mártir. Se cree que vivió entre 275 o 280 y el 23 de abril de 303. Según la leyenda áurea, era «del linaje de los capadocios», por lo que a veces se le identifica erróneamente con el obispo arriano Jorge de Capadocia, puesto que ambos procedían de esa región.
Su popularidad en la Edad Media lo ha llevado a ser uno de los santos más venerados en las diferentes creencias cristianas e incluso —en un fenómeno de sincretismo— en las religiones afroamericanas y musulmana de Medio Oriente, especialmente Palestina donde lo llaman Mar Yeries (árabe cristiano) o Al-Jádr (árabe tanto cristiano como musulmán).

## Vida de San Jorge

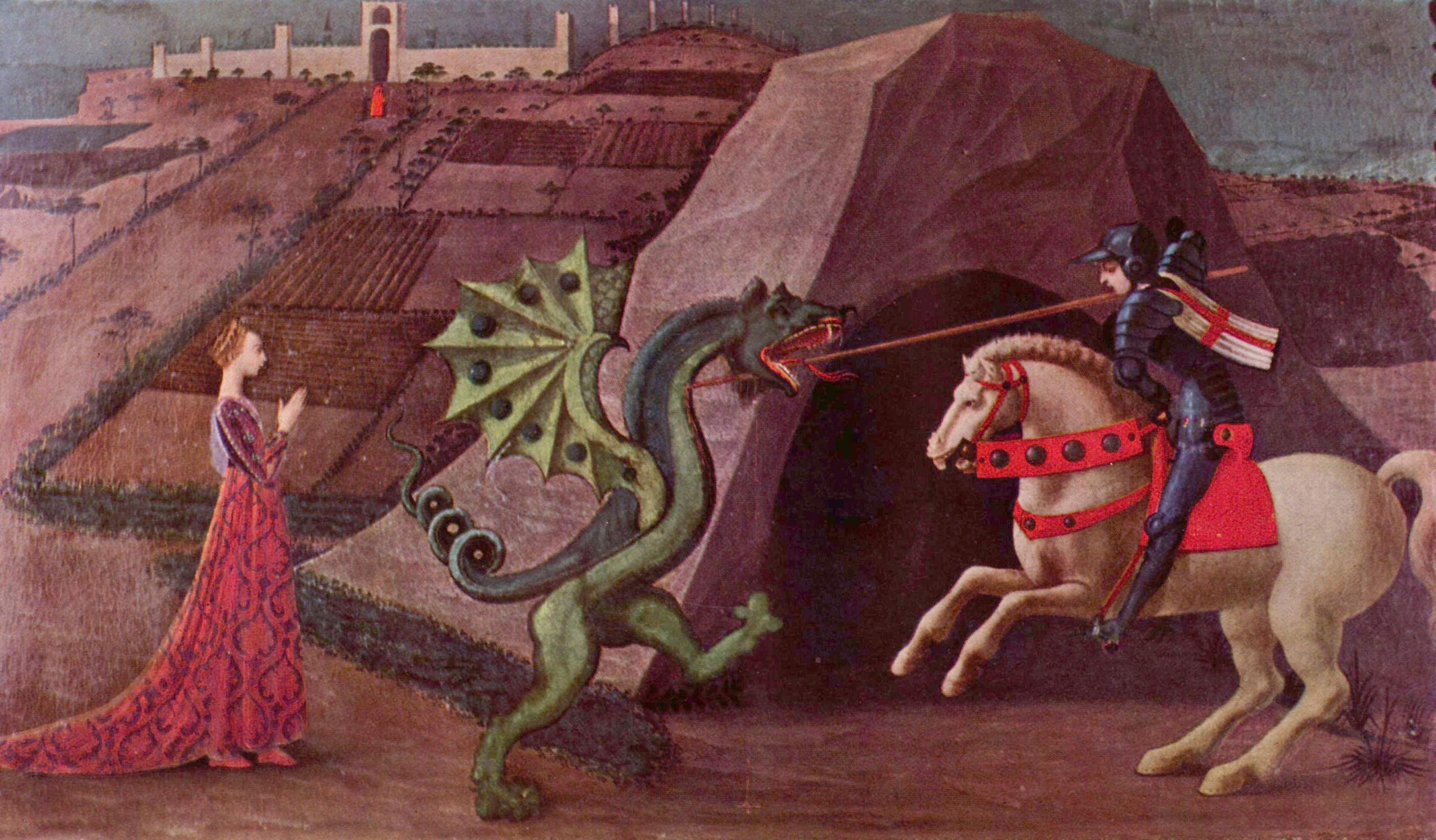
San Jorge y el dragón, Paolo Uccello, c. 1470. El dragón tiene la apariencia de un guiverno.

La leyenda —posiblemente originada en el siglo IV— cuenta la historia de Jorge, un romano que tras morir su padre —Geroncio, oficial del ejército romano— se trasladó con su madre Policronia hasta la ciudad natal de esta, Lydda, Siria Palestina —actual Lod, en Israel—. Allí, Policronia pudo educar a su hijo en la fe cristiana y poco después de cumplir la mayoría de edad se enroló en el ejército. Debido a su carisma, Jorge no tardó en ascender y, antes de cumplir los 30 años fue tribuno y comes, siendo destinado a Nicomedia como guardia personal del emperador Diocleciano (284-305).

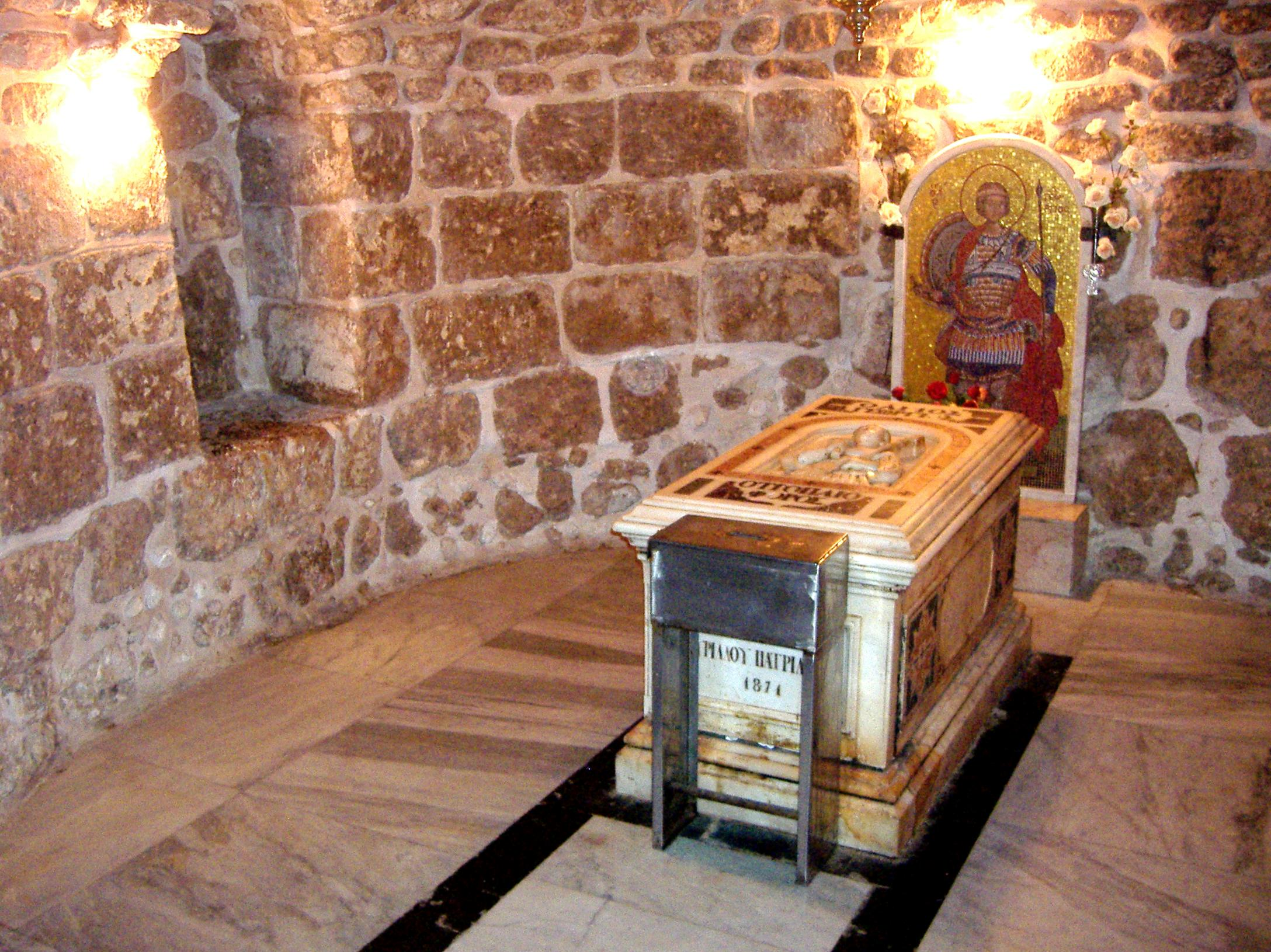
Tumba de San Jorge en Lod, Israel.

En 303, el emperador emitió un edicto autorizando la persecución de los cristianos por todo el imperio, que continuó con Galerio (305-311). Jorge, que recibió órdenes de participar, confesó que él también era cristiano y Diocleciano ordenó que lo torturaran para que apostatase, aunque sin éxito. Por ello se ordenó su ejecución y fue decapitado frente a las murallas de Nicomedia el 23 de abril de 303. Los testigos convencieron a la emperatriz Alejandra y a una anónima sacerdotisa pagana a convertirse al cristianismo y unirse a Jorge en su martirio. Una vez muerto, el cuerpo de Jorge fue enviado a Lydda para que fuera enterrado.

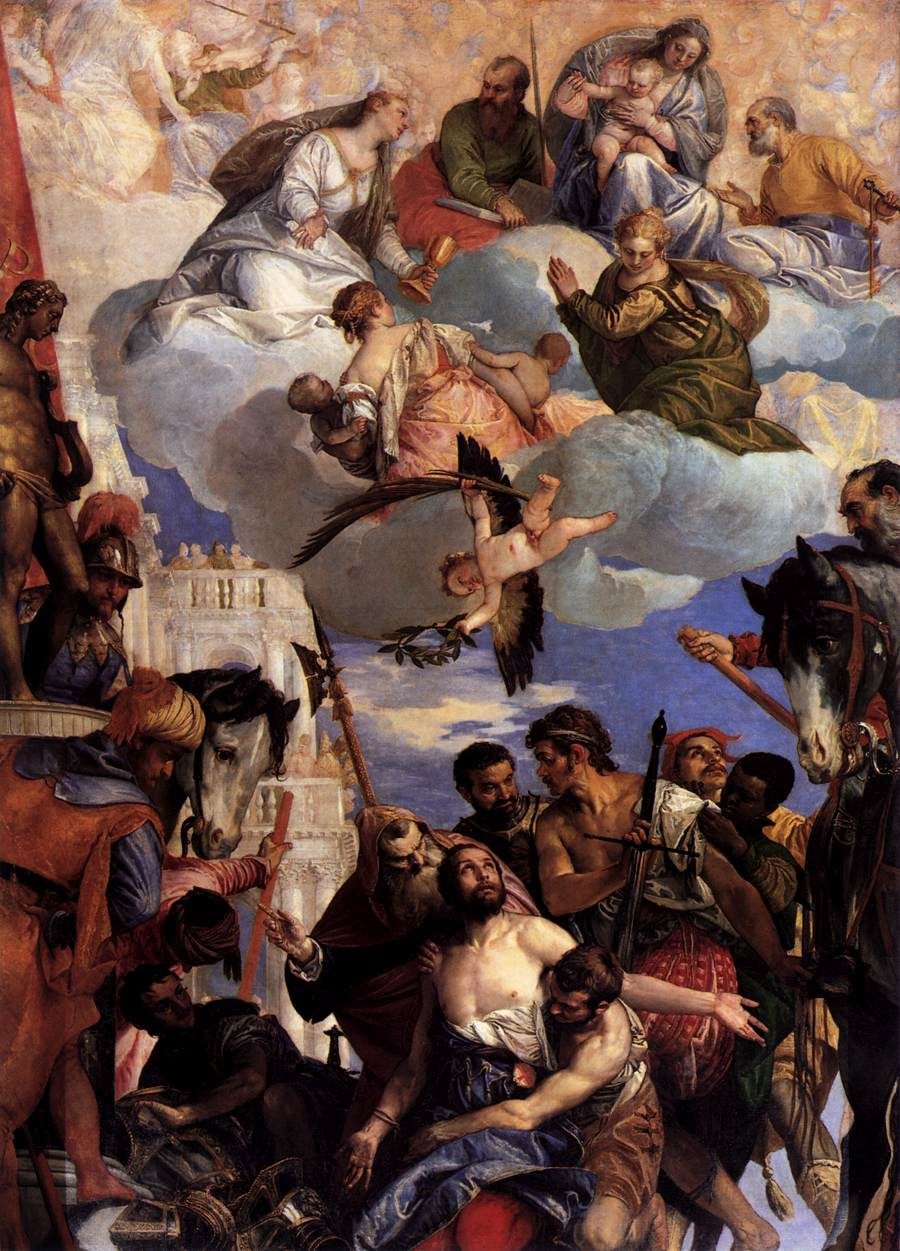
Martirio de San Jorge.

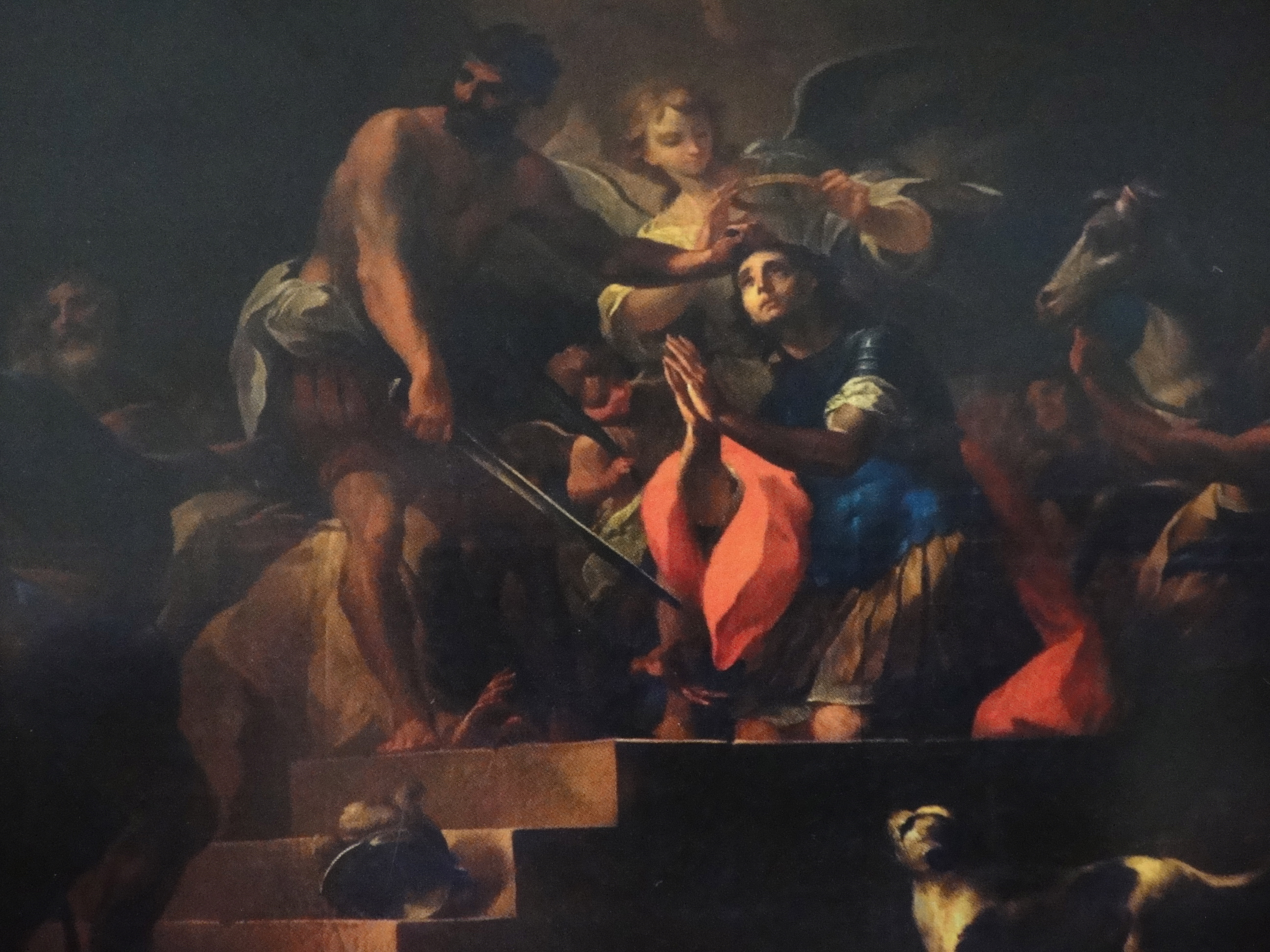
Martirio de San Jorge pintado por Francesco Zahra en 1763.

### Veneración como mártir

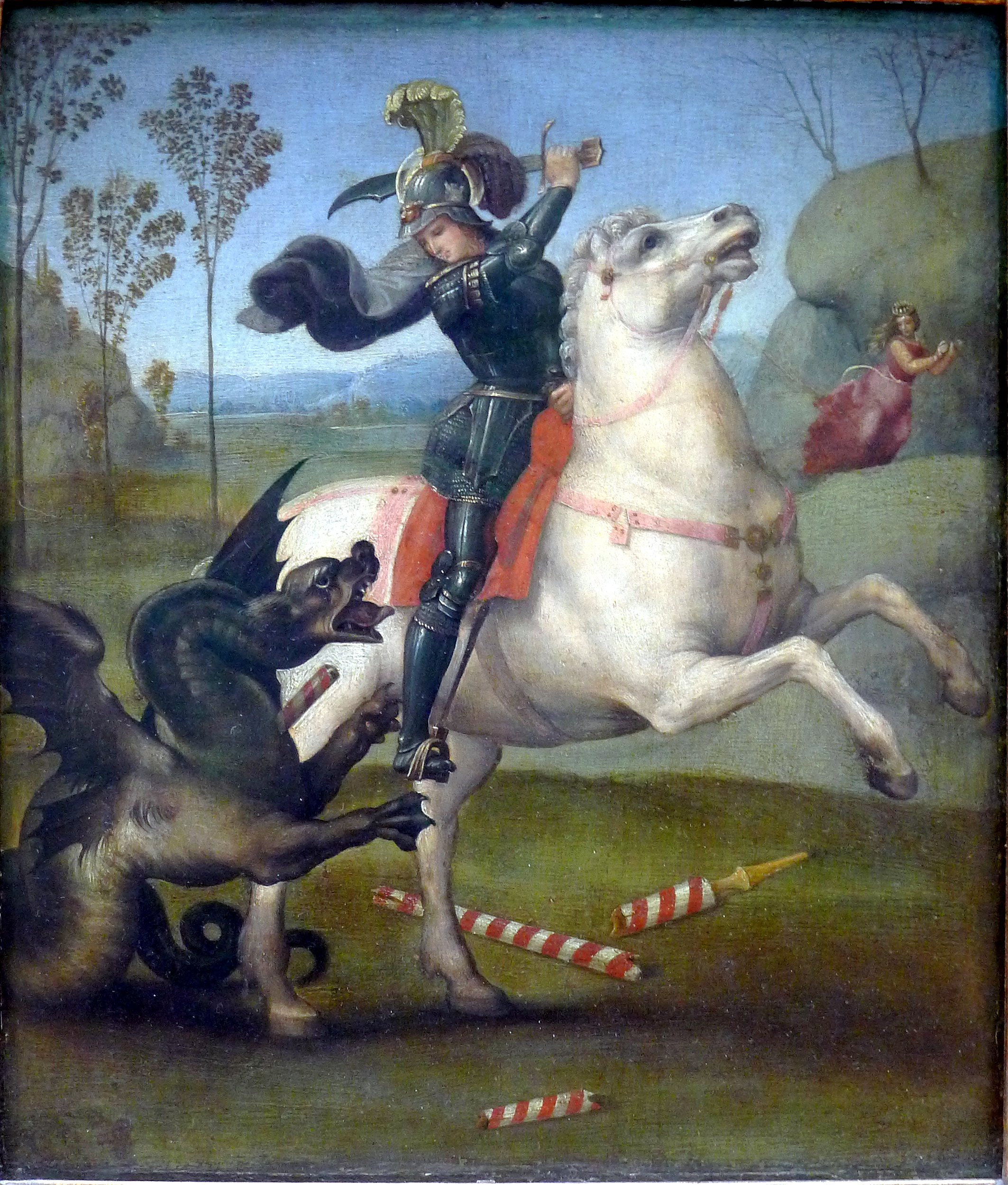
San Jorge y el dragón, pintado en 1504 por Rafael.

Su veneración como mártir comenzó relativamente pronto. Se tienen noticias a través de relatos de peregrinos de una iglesia construida en Diospolis (la antigua Lydda) en su honor durante el reinado de Constantino I, que se convirtió en el centro del culto oriental a Jorge.
Hacia los años 518–530, el archidiácono y bibliotecario Teodosio relata que Diospolis era el centro del culto de Jorge. Un peregrino anónimo de Piacenza menciona lo mismo hacia el 570.
La iglesia fue destruida en 1010 y más tarde reconstruida por los cruzados. En 1191 y durante la Tercera Cruzada (1189–1192), la iglesia fue destruida de nuevo por las fuerzas de Saladino. Una nueva iglesia fue erigida en 1872 y aún se mantiene en pie.
Durante el siglo IV, la veneración al santo se extendió desde Palestina al resto del Imperio romano de Oriente. En el siglo V su popularidad llegó a la parte occidental del imperio romano.

### Canonización y leyendas posteriores
En el 494, el papa Gelasio I consideró válida la inclusión de Jorge en el catálogo de los santos, pero lo agrupó entre «...aquellos cuyos nombres son justamente reverenciados, pero cuyos actos sólo son conocidos por Dios».
Esta afirmación no evitaría la creación de diversas historias apócrifas sobre su vida, varias de ellas llenas de milagros. De acuerdo con la Enciclopedia Católica, el texto más antiguo preservado sobre la vida del santo se encuentra en el Acta sanctorum, identificado por estudiosos como un palimpsesto del siglo V.
Hacia finales del siglo VI, el abad irlandés Adomnán, de la abadía de la isla de Iona, relata algunas de las leyendas orientales de Jorge recogidas por el obispo galo Arkulf en su peregrinaje a Tierra Santa en el año 680.

#### La leyenda del dragón

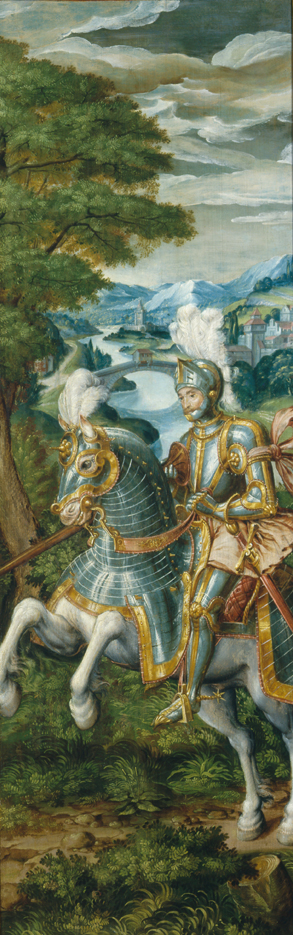
San Jorge y el dragón, Martín de Vos.

En el siglo IX, aparece otra popular historia: San Jorge a caballo como vencedor de un dragón. Esta historia, que es parte de la Leyenda dorada, también es conocida como «San Jorge y el dragón», y es el probable origen de todos los cuentos de hadas sobre princesas y dragones en Occidente.
Debe tenerse en cuenta que la leyenda se relata en diversas partes de Europa (como, por ejemplo, el mito griego de Perseo) y Asia menor como propia, así que los detalles varían según la tradición local.
Existe una tradición cristiana ortodoxa que sitúa el encuentro de san Jorge con el dragón en Beirut (Líbano), donde es el santo patrón de la ciudad.
La leyenda occidental medieval comienza con un dragón que hace un nido en la fuente que provee de agua a una ciudad. Como consecuencia, los ciudadanos, para conseguir agua, debían apartar al dragón de la fuente, ofreciéndole diariamente un par de ovejas. Cuando las ovejas ya no bastaron, comenzaron a ofrecerle diariamente un sacrificio humano, que se decidía al azar entre los habitantes. Un día resultó seleccionada la princesa local.
En algunas historias aparece el rey, su padre, clamando por la vida de su hija, pero sin éxito. Cuando estaba a punto de ser devorada por el dragón, aparece Jorge en uno de sus viajes (a menudo a caballo), se enfrenta con el dragón, lo mata y salva a la princesa. Los agradecidos ciudadanos abandonan el paganismo y abrazan el cristianismo.
La historia, antiguamente considerada verdadera, ha sido abandonada progresivamente. Por otra parte, pocos dudan de que contenga un rico simbolismo religioso, para el que se han propuesto diversas interpretaciones:
- Una antigua interpretación cristiana del mito: Jorge sería el creyente, el caballo blanco la Iglesia y el dragón representaría el paganismo, la idolatría, la tentación y Satanás.
- Algunos historiadores laicos consideran que la historia tiene raíces más antiguas que las cristianas. En Capadocia, como una de las primeras regiones en adoptar al santo, puede que haya habido una integración de elementos paganos. Un candidato a predecesor de san Jorge es el "dios" Sabacio, padre celestial de los frigios, conocido como Sabazius por los romanos. Se sostiene que su imagen a caballo arrollando a una serpiente sería el origen de la popular imagen de San Jorge sobre un caballo blanco.
- Por otra parte, la historia de Jorge y el dragón tiene muchos elementos comunes con el antiguo mito griego de la princesa etíope Andrómeda y su salvador y posterior esposo Perseo, vencedor de la gorgona Medusa y del monstruo marino Ceto. En ambos casos hay un dragón/gorgona con su decapitación, una princesa y una recompensa, en un caso el matrimonio, en el otro la conversión de la ciudad. Algunas de las leyendas sobre Jorge y el dragón sitúan la acción en Libia (antiguamente, toda África del norte al oeste de Egipto); es decir, la acción en ambos casos se sitúa en distantes reinos «mágicos».
- Finalmente, el origen podría estar en una manifestación alternativa del arcángel Miguel, que está al frente de las huestes celestiales. En otras palabras, Jorge era la encarnación o bien el avatar del arcángel Miguel, el comandante en jefe del ejército de los cielos (Josué 5:13-15; Daniel 8:25, 10:13, 12:1; Zacarías 3:2; Judas Tadeo 1: 8; Apocalipsis 12:7).

## En la tradición islámica
Jorge (en árabe: جرجس, Jirjis o Girgus) encuentra presente en varias listas de profetas del islam.
En los comienzos del islam, el santo cristiano se unió —a través del sincretismo religioso y cultural— con el profeta judío Elías, el predicador judío samaritano Fineas y el santo islámico al-Hadr ('el verde', del árabe hadir) para formar una figura religiosa que era y todavía es venerada en Oriente Próximo por cristianos orientales, drusos y musulmanes. Según la tradición musulmana, Jorge era un comerciante que vivió, en algunas versiones durante los últimos años de vida de los apóstoles de Jesús y en otras durante el reinado de Diocleciano, y que se negó a dejar una ofrenda ante la estatua de Apolo en Mosul. Por esto fue capturado y torturado, pero escapó de prisión gracias a un ángel. Finalmente lo atraparon y fue ejecutado tres veces, ya que siempre resucitaba. Antes de su tercera ejecución consiguió que la reina se convirtiera, por lo que ella también fue ejecutada. Jorge pidió a Dios que lo dejara morir, lo que le fue concedido.
La mezquita de Nabi Jurjis, restaurada en el siglo XIV por Tamerlán, era el lugar donde los musulmanes aseguraban que se encontraba enterrado el cuerpo de San Jorge. Sin embargo, fue destruida en julio de 2014 por el Estado Islámico de Irak y el Levante, quienes aseguraban que dichas mezquitas populares se convirtieron en lugares de apostasía en lugar de oración.
Un santuario musulmán atribuido a Jorge se puede encontrar en Diyarbakir, Turquía.

San Jorge, por Paolo Uccello, c. 1450.

## Popularidad en Occidente
Se puede demostrar que en el reino franco merovingio ya se veneraba a san Jorge en el siglo VI.[cita requerida] Sin embargo, no fue hasta la Baja Edad Media, la época de las cruzadas y de la caballería, cuando se extenderá el culto en Europa.
Jorge se convirtió en el protector de los cruzados en la conquista de Jerusalén (15 de julio de 1099). Como miles Christi, es decir, 'soldado de Cristo', se convirtió en patrón de los caballeros y soldados, y en protector de algunas órdenes religiosas militares, como la Orden Teutónica (siglo XII) o los templarios. En los últimos siglos de la Edad Media, Jorge se convirtió en patrón de ciudades, burgos y casas nobles; también llegó a ser el primero de los catorce santos ayudadores como protector de los animales domésticos.
Hacia el siglo XII, la leyenda áurea se extendió por Europa. Santiago de la Vorágine (hacia 1230–13 de julio de 1298), arzobispo de Génova escribió la Legenda sanctorum, una colección de fábulas sobre distintos santos. La historia de san Jorge destacaba entre otras. El libro, por el valor que tenía a ojos de los lectores del siglo XIII, acabó conociéndose como Legenda aurea:

Georgius tribunus, genere Cappadocum, pervenit quadam vice in provinciam Libyae in civitatem quae dicitur Silena. Iuxta quam civitatem erat stagnum instar maris, in quo draco pestifer latitabat, qui saepe populum contra se armatum in fugam converterat flatuque suo ad muros civitatis accedens omnes inficiebat. Quapropter compulsi cives duas oves quotidie sibi dabant, ut eius furorem sedarent, alioquin sic muros civitatis invadebat et aerem inficiebat, quod plurimi interibant.
Cum ergo iam oves paene deficerent, maxime cum harum copiam habere non possent, initio consilio ovem cum adiuncto homine tribuebant. Cum igitur sorte omnium filii et filiae hominum darentur et sors neminem exciperet, et iam paene omnes filii et filiae essent consumpti, quadam vice filia regis unica sorte est deprehensa et draconi adiudicata. Tunc rex contristatus ait: «Tollite aurum et argentum et dimidium regni mei et filiam mihi dimittite, ne taliter moriatur». Cui populus cum furore respondit: «Tu, o rex, hoc edictum fecisti et nunc omnes pueri nostri mortui sunt et tu vis filiam tuam salvare! Nisi in filia tua compleveris, quod in aliis ordinasti, succendemus te et domum tuum». Quod rex videns coepit filiam suam flere dicens: «Heu me, filia mea dulcissima, quid de te faciam? Aut quid dicam? Quando plus videbo nuptias tuas?». Et conversus ad populum dixit: «Oro, ut indutias octo dierum lugendi mihi filiam tribuatis». Quod cum populus admisisset, in fine octo dierum reversus populus est cum furore dicens: «Quare perdis populum tuum propter filiam tuam! En omnes afflatu draconis morimur». Tunc rex videns, quod non posset filiam liberare, induit eam vestibus regalibus et amplexatus eam cum lacrimis dixit: «Heu me, filia mea dulcissima, de te filios in regali gremio nutrire credebam et nunc vadis, ut a dracone devoreris. Heu me, filia mea dulcissima, sperabam ad tuas nuptias principes invitare, palatium margaritis ornare, tympana et organa audire, et nunc vadis, ut a dracone devoreris». Et deosculans dimisit eam dicens: «Utinam, filia mea, ego ante te mortuus essem, quam te sic amisissem». Tunc illa procidit ad pedes patris petens ab eo benedictionem suam. Quam cum pater cum lacrimis benedixisset, ad lacum processit.
Quam beatus Georgius casu inde transiens ut plorantem vidit, eam, quid haberet, interrogavit. Et illa: «Bone iuvenis, velociter equum adscende et fuge, ne mecum pariter moriaris». Cui Georgius: «Noli timere, filia, sed dic mihi, quid hic praestolaris omni plebe spectante!». Et illa: «Ut video, bone iuvenis, magnifici cordis es tu, sed mecum mori desideras! Fuge velociter». Cui Georgius: «Hinc ego non discedam, donec mihi, quid habeas, intimabis». Cum ergo totum sibi exposuisset, ait Georgius: «Filia noli timere, quia in Christi nomine te iuvabo». Et illa: «Bone miles, sed te ipsum salvare festines, mecum non pereas. Sufficit enim, si sola peream. Nam me liberare non posses et tu mecum perires». Dum haec loquerentur, ecce draco veniens caput de lacu levavit. Tunc puella tremefacta dixit: «Fuge, bone domine, fuge velociter». Tunc Georgius equum ascendens et cruce se muniens draconem contra se advenientem audaciter aggreditur et lanceam fortiter vibrans et se Deo commendans ipsum graviter vulneravit et ad terram deiecit dixitque puellae: «Proice zonam tuam in collum draconis nihil dubitans, filia».
Quod cum fecisset, sequebatur eam velut mansuetissima canis. Cum ergo eum in civitatem duceret, populi hoc videntes per montes et colles fugere coeperunt dicentes: «Vae nobis, quia iam omnes peribimus!». Tunc beatus Georgius innuit iis dicens: «Nolite timere, ad hoc enim me misit Dominus ad vos, ut a poenis vos liberarem draconis. Tantummodo in Christum credite et unusquisque vestrum baptizetur et draconem istum occidam». Tunc rex et omnes populi baptizati sunt, beatus Georgius evaginato gladio draconem occidit et ipsum extra civitatem efferri praecepit. Tunc quattuor paria boum ipsum in magnum campum foras duxerunt. Baptizati autem sunt in illa die XX milia exceptis parvulis et mulieribus. Rex autem in honorem beatae Mariae et beati Georgi ecclesiam mirae magnitudinis construxit. De cuius altari fons vivus emanat, cuius potus omnes languidos sanat. Rex vero infinitam pecuniam beato Georgio obtulit, quam ille recipere nolens pauperibus eam dari praecepit. Tunc Georgius de quatuor regem breviter instruxit, scilicet ut ecclesiarum dei curam haberet, sacerdotes honoraret, divinum officium diligenter audiret et semper pauperum memor esset; et sic osculato rege inde recessit. In aliquibus tamen libris legitur quod dum draco ad devorandum puellam pergeret, Georgius se cruce muniuit et draconem aggrediens interfecit.
El tribuno Jorge, del linaje de los capadocios, en cierta ocasión llegó a la provincia de Libia, a una ciudad llamada Silena. Al lado de esta ciudad había un estanque parecido a un mar, en el que se ocultaba un dragón pestilente, que a menudo ponía en fuga al pueblo armado contra él y, acercándose a los muros de la ciudad, con su aliento los destruía a todos. Obligados por esta situación, los ciudadanos le entregaban dos ovejas cada día para calmar su furor; de otra manera, traspasaba los muros de la ciudad y corrompía el aire de tal manera que morían a miles.

Cuando, por tanto, ya casi faltaban ovejas, máxime no pudiendo tenerlas en abundancia, se proclamó una ordenanza según la cual tributarían una oveja con el añadido de un hombre. Cuando, pues, eran entregados a suertes los hijos e hijas de todos los hombres y la suerte no exceptuaba a nadie, y cuando ya casi todos los hijos e hijas habían sido tragados, en cierta ocasión, la única hija del rey fue elegida al azar y adjudicada al dragón. Entonces el rey, entristecido, dijo: «Tomad oro y plata y la mitad de mi reino y perdonadme la hija, para que no muera de tal manera». A lo que el pueblo respondió con furor: «¡Tú, rey, hiciste este edicto y ahora todos nuestros hijos están muertos y tú quieres salvar a tu hija! Y si no cumples con tu hija lo que ordenaste a los demás, te prenderemos fuego a ti y a tu casa». Viendo esto, el rey comenzó a llorar por su hija, diciendo: «Ay de mí, hija mía dulcísima, ¿qué haré contigo? ¿O qué diré? ¿Cuándo, además, veré tus bodas?». Y, girándose hacia el pueblo, dijo: «Ruego que me deis un tiempo de ocho días para llorar por mi hija». Habiendo admitido esto el pueblo, al cabo de los ocho días este volvió, diciendo con furor: «¿Por qué arruinar tu pueblo a causa de tu hija? ¡Mira cómo todos morimos por el aliento del dragón!». Entonces, el rey, viendo que no podía liberar a la hija, se vistió con ropas regias y, abrazándola, le dijo entre lágrimas: «Ay de mí, hija mía dulcísima, creía que nutrirías hijos en tu regazo real, y ahora te vas para ser devorada por el dragón. Ay de mí, hija mía dulcísima, esperaba invitar a los príncipes a tus bodas, adornar el palacio con perlas, oír timbales y órganos; y ahora te vas para que ser devorada por el dragón». Y dándole un beso la despidió, diciendo: «Ojalá, hija mía, me hubiera muerto antes que perderte así». Entonces ella se echó a los pies del padre pidiendo su bendición. Cuando el padre la bendijo entre lágrimas, fue hacia el lago.
Cuando San Jorge, que casualmente pasaba por allí, la vio llorando, le preguntó qué le pasaba. Y ella: «Buen joven, sube deprisa al caballo y huye, no mueras conmigo de la misma manera». A lo que contestó Jorge: «No temas, hija; mejor dime por qué estás aquí de pie con todo el populacho mirando». Y ella: «¡Como veo, buen joven, eres de un corazón magnífico, pero no deseas morir conmigo! Huye velozmente». A esta, Jorge: «De aquí yo no me iré hasta que no me cuentes qué te pasa». Como, en consecuencia, le expuso todo, Jorge dijo: «Hija, no temas, porque en el nombre de Cristo te ayudaré». Y ella: «Buen soldado, apresúrate a salvarte a ti mismo, no mueras conmigo; basta si muero yo sola, ya que no me podrías liberar y morirías tú conmigo». Mientras hablaban, he aquí que el dragón se acercaba, asomando la cabeza desde el lago. Entonces la joven, temblando de miedo, le dijo: «Huye, buen señor, huye de prisa». Entonces Jorge, subiéndose al caballo y protegiéndose con la señal de la Cruz, cargó audazmente contra el dragón, que venía de frente; y blandiendo fuertemente la lanza y encomendándose a Dios, lo hirió gravemente y lo tumbó en el suelo, y dijo a la joven: «Lanza tu cinto al cuello del dragón sin dudar, hija».

Ella así lo hizo, y el dragón la siguió como si fuera un perrito mansísimo. Entonces, cuando lo condujo a la ciudad, los habitantes, viéndolo, empezaron a huir por las montañas y las colinas diciendo: «Ay de nosotros, que ahora moriremos todos!». Entonces San Jorge les hizo un gesto con la cabeza, diciendo: «No tengáis miedo, ya que el Señor me ha enviado a vosotros para esto, para liberaros de los castigos del dragón. Sencillamente, creed en Cristo y bautizaos cada uno de vosotros y mataré a este dragón». Entonces el rey y todos los habitantes fueron bautizados, y San Jorge, desenvainada la espada, mató al dragón y ordenó que fuera llevado fuera de la ciudad. Entonces cuatro pares de bueyes lo llevaron fuera, a un gran campo. Por un lado, se bautizaron ese día veinte mil, exceptuados los pequeños y las mujeres. Por otro, el rey construyó una iglesia de un tamaño admirable en honor de Santa María y San Jorge. De su altar mana una fuente constante, y beber de esta fuente cura a todos los enfermos. Además, el rey ofreció un sinfín de dinero a San Jorge, quien, no queriendo recibirlo, mandó que se diera a los pobres. Entonces, Jorge instruyó al rey brevemente sobre los cuatro preceptos, es decir, que cuidara de las iglesias de Dios, que honrara a los sacerdotes, que escuchara con atención el oficio divino y que siempre se acordase de los pobres. Y así, después de darle un beso al rey, partió. Sin embargo, en algunos libros se lee que, mientras el dragón se acercaba a devorar a la joven, Jorge se protegió con la señal de la Cruz y, atacándolo, lo mató.

## San Jorge en Eurasia

### Albania
Conocido como Shën Gjergj, se celebra el 6 de mayo, ya que coincide con la fecha de nacimiento del héroe nacional.

### Alemania

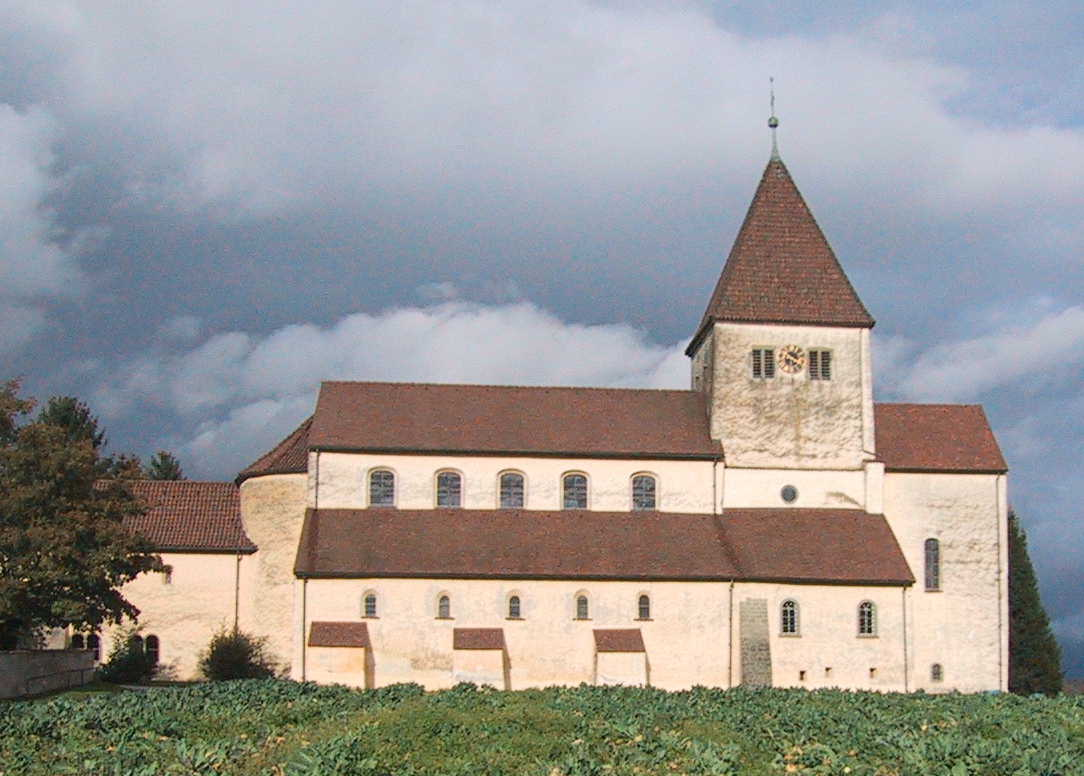
Iglesia de San Jorge en Reichenau.

En el siglo IX (o quizás posteriormente, en el siglo XI) aparece en Alemania la Canción de San Jorge. La canción, basada en precedentes latinos y redactada en alto alemán, cuenta el martirio del santo. Es atribuida al primer poeta conocido en el idioma alto alemán, Otfrido de Wissenbourg (hacia 800–después de 870), aunque sólo se puede demostrar la existencia de la canción a partir del siglo XI. El origen podría estar en el monasterio de Prüm, al que el emperador Lotario I (840–855) donó un brazo cercenado y disecado, diciendo que era una reliquia de San Jorge. Eso lo convirtió en el centro de veneración de los francos.
Sin embargo, el idioma alto alemán indica un origen en la isla monástica de Reichenau. Hacia el siglo IX —gracias a la mediación del arzobispo de Maguncia y abad de Reichenau Hatto III (891–913)— llegó desde Roma, entre otras reliquias, un cráneo que era atribuido a Jorge. Para esta reliquia se construyó la iglesia de Sankt Georg.
Esta iglesia, declarada en el siglo XX Patrimonio de la Humanidad por la Unesco, ha conservado pinturas murales del siglo X con escenas de la vida de Jesucristo tomadas de los evangelios. Como consecuencia, Reichenau se convirtió en un gran centro de veneración de san Jorge, que extendió su influencia hasta el convento de Sankt Georgen (1084/1085) en la Selva Negra. La ciudad principal de la Selva Negra, Friburgo de Brisgovia, tiene a San Jorge como su patrón.

### Francia
Existen ochenta y una localidades y varios centenares de iglesias con el nombre de Saint-Georges (San Jorge).

### Georgia

Bandera de Georgia.

San Jorge es el patrón de Georgia. La bandera actual es una Cruz de San Jorge y el escudo tiene una representación del santo a caballo matando al dragón.
Los georgianos se autodenominan Kartvelebi (ქართველები) y su país Sakartvelo (საქართველო). El nombre occidental de «Georgia» se deriva del persa گرجی Gurji a través del árabe Jurj.[cita requerida]
La escritura del nombre ha sido influenciada por la raíz griega geōrg- (γεωργ-, la misma raíz de Γεώργιος 'Georgios') y por etimología popular se creyó que el nombre provenía de San Jorge.
La palabra persa گرجی Gurji y la relacionada armenia Vrastan parecen estar relacionadas con el nombre Iberia, con pérdida de la i- inicial y sustitución de la b por w o v.[cita requerida]
Para los georgianos, San Jorge se celebra el 23 de noviembre, tradición que proviene directamente de la fiesta del dios Luno (Jorge blanco).

### Grecia
San Jorge sigue siendo venerado en Grecia, donde se le ha dado el nombre de Gran Mártir. Es patrón de la isla de Esciros, donde hay un monasterio consagrado al santo.
Para los eslavos de Corinto, la celebración del «San Jorge Verde» toma el aspecto folclórico de un rito para obtener lluvia.

### España y Portugal
En la Edad Media, San Jorge pasó a ser patrón de la Corona de Aragón y de Portugal.

#### Corona de Aragón

La bandera de Barcelona luce dos cruces de San Jorge junto con las barras de la Corona de Aragón.

En 1096, las huestes del rey Sancho Ramírez de Aragón asediaban la ciudad de Alcoraz, cerca de Huesca. Tras recibir ayuda desde Zaragoza, los asediados consiguen matar al rey, pero ganan la batalla de Alcoraz, según la tradición, gracias a la aparición de San Jorge. Posteriormente el rey Pedro I de Aragón conquista Huesca tras invocar la ayuda del santo. Cuenta la leyenda que el mismo día estuvo ayudando a los cruzados en Antioquía y que, en un momento de la batalla, subió a la grupa de su caballo a un caballero teutón descabalgado; más tarde, ese mismo caballero se vio envuelto en la batalla de Alcoraz.
Sobre todo a partir del siglo XIII surgen numerosas leyendas y apariciones en el reino. Así, Jaime I el Conquistador cuenta que en la conquista de Valencia apareció el santo: «Se apareció San Jorge con muchos caballeros del paraíso, que ayudaron a vencer en la batalla, en la que no murió cristiano alguno». Más tarde, el rey Jaime cuenta de la conquista de Mallorca que «según le contaron los sarracenos, éstos vieron entrar primero a caballo a un caballero blanco con armas blancas», que él identifica con Jorge.
El patrocinio de san Jorge sobre los reyes de Aragón y, por extensión, sobre toda la Corona de Aragón se reconoce oficialmente a mediados del siglo XV durante el reinado de Juan II de Aragón y Navarra, que lo nombra patrón del Reino y de la Diputación del General, principal institución foral en caso de no estar convocadas las Cortes.

El escudo de Aragón luce la cruz de San Jorge en el tercer cuartel.

- Aragón

Actualmente el 23 de abril, día de San Jorge es festivo en Aragón, que celebra ese día el Día de Aragón.
La cruz de San Jorge aparece en el tercer cuartel del Escudo de Aragón, junto con cuatro cabezas de moros, representando la victoria de Pedro I en la batalla de Alcoraz, el primer gran hito de la reconquista y donde 40.000 hombres lucharon por Huesca en 1096. Completan el escudo los cuarteles del Árbol de Sobrarbe (fueros que defendían la ley sobre el rey según la tradición), La Cruz de Íñigo Arista (vinculación entre Aragón y Navarra), la llamada Cruz de Alcoraz, introducido como emblema de Pedro III el Grande en el siglo XIII, y las Barras de Aragón, cuya existencia y uso por la casa Aragón como emblema heráldico data del reinado de Alfonso II el Casto. Las barras fueron el emblema de los Reyes de Aragón que, como otros señores en la Edad Media, fueron vasallos de Roma y Aviñón; los colores del emblema son los mismos que los usados por los papas. Posteriormente se convirtió en el símbolo de la Corona de Aragón).
Pedro IV el Ceremonioso promovió la devoción de los reyes de Aragón a San Jorge y adoptó como divisa heráldica una cimera con un dragón. De ahí el entramado que hizo a Jorge patrón de Aragón, por serlo de su rey, y con ello de todos los reinos que componían la Corona de Aragón. El modelo del escudo de Aragón, tal y como fue aprobado tras la transición española, aparece impreso por primera vez en Zaragoza, en las prensas del impresor alemán y «magnífico maestre Paulo Hurus» el 12 de septiembre de 1499.
- Cataluña

La cruz de San Jorge es el primer emblema de la Generalidad de Cataluña. Actualmente la cruz aparece en el escudo de Barcelona.
Según el Costumari Català de Joan Amades, el hecho de que Jorge sea el patrón de los caballeros es debido a la ayuda que prestó al rey Pedro I de Aragón en la batalla del Alcoraz, en Huesca, en el año 1096 contra los musulmanes. Para agradecer la gesta, el rey lo nombró no solo patrón de la caballería, sino de la nobleza del Reino de Aragón. Este patronato se extendió a la posterior Corona de Aragón la cual abarcaba el Condado de Barcelona.
En Cataluña la fiesta del Día de San Jorge se generalizó a mediados del siglo XV. En 1456 se oficializa el patronazgo al declarar las Cortes Catalanas el día 23 de abril como festivo. La fiesta se ha convertido con el tiempo en el día de los enamorados: el enamorado regala a la amada una rosa roja. Más tarde se generalizó la costumbre de que, como contrapartida, las mujeres regalaran un libro a sus amados.
En Montblanch se representa el 23 de abril la leyenda de San Jorge y el dragón, ya que se conmemora la ocurrencia de los hechos en la ciudad. Y en San Clemente Sasebas hay una procesión a la Roca Encantada, donde se supone que hay un gran tesoro que sólo puede ser encontrado esa noche.
- Comunidad Valenciana

El santo es muy venerado en Alcoy y Bañeres, donde se celebran en su honor las fiestas patronales de «moros y cristianos» (Moros y Cristianos de Alcoy, y Moros y Cristianos de Bañeres). Las de Alcoy son reconocidas en todo el mundo pues son de tal espectacularidad que los días 22, 23 y 24 de abril, días en los que se celebra dichas fiestas, la ciudad de Alcoy se engalana y las calles del centro de Alcoy se abarrotan para ver los diferentes actos llenos de historia y belleza que convierten a esta ciudad en un importante reclamo turístico.
En Bañeres, además, se escenifica cada tres años la famosa «Leyenda del dragón y la princesa», organizada por la Associació de la llegenda de Sant Jordi.

#### Resto de España

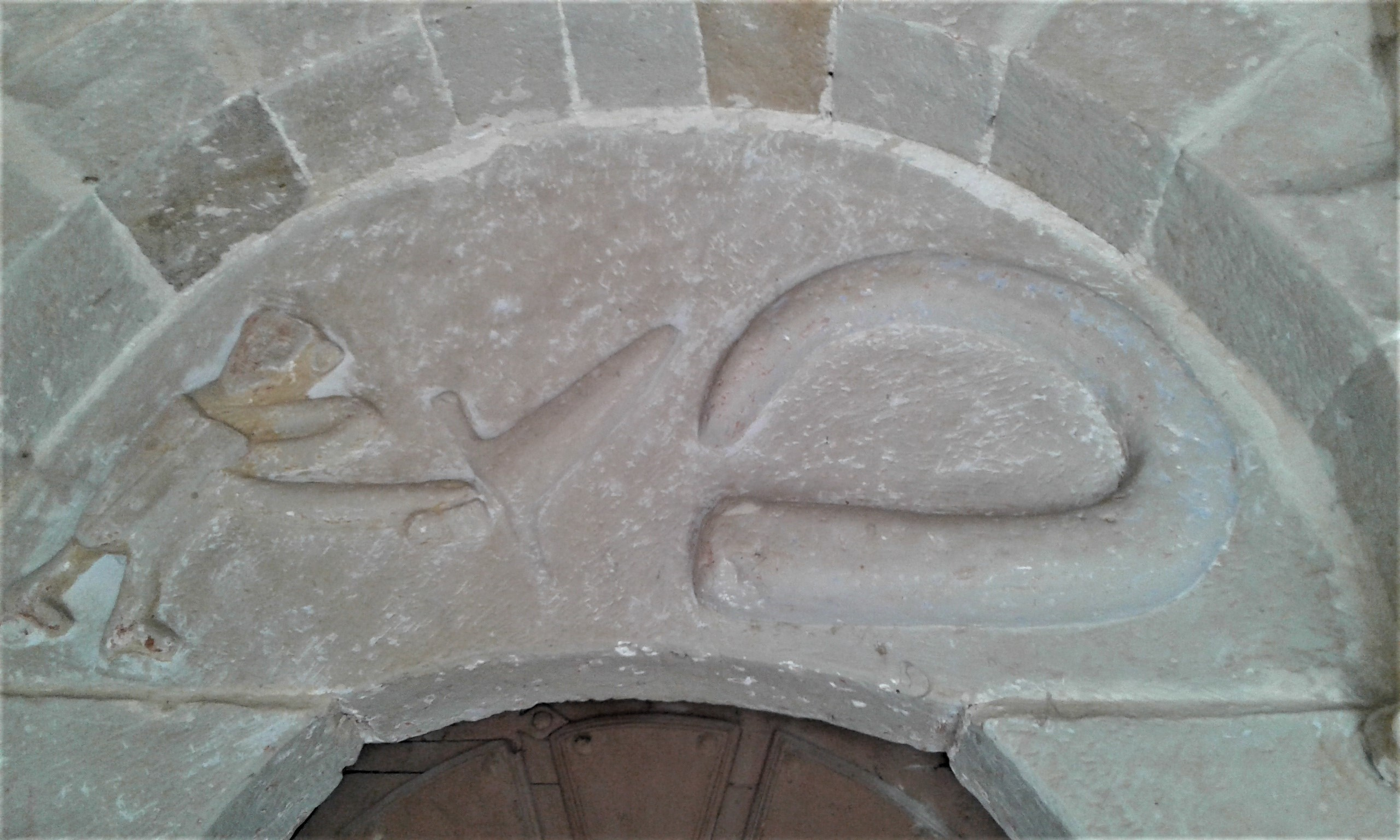
Imagen románica de San Jorge enfrentándose al dragón, en la iglesia de San Pelayo de Puentedey (Burgos).

- Castilla y León

Es patrón de Olmedo de Camaces y de Santiago de la Puebla, ambas localidades de la provincia de Salamanca, que celebran su festividad el 23 de abril como también lo hacen los habitantes de San Esteban de Nogales, provincia de León, en cuya ermita se guarda una reliquia: el casco del santo matadragones. El día de San Jorge los habitantes del pueblo realizan una visita a la ermita, al otro lado del río Eria. Los mozos acarrean el pendón, cruzando el puente artesanal. Además se realiza una danza (bailina) con palos.
- Extremadura

San Jorge es patrón de la ciudad de Cáceres, siendo festividad local el 23 de abril, y celebrándose en la noche del 22 de abril (víspera del día del patrón) con la quema del dragón en la Plaza Mayor.
- La Rioja

Es patrono de Santurdejo. El día de su festividad, se celebran danzas y procesiones en su honor. Antiguamente gente enferma de todos los rincones se acercaban a la iglesia de San Jorge en Santurdejo y daban vueltas a su alrededor para ser curados por los milagros del Santo.
- Castilla-La Mancha

Es patrón de Villanueva de Alcardete (Toledo). En ese día, 23 de abril, se celebra misa y procesión. Novenario, vísperas, verbenas, música y folklore popular completan un amplio programa que la hermandad o el Ayuntamiento organizan y financian. El mismo día 23, por la tarde, se hace una puja con los regalos que los vecinos hacen al santo. Antiguamente se regalaban animales que luego se subastaban y la recaudación servía para las obras del santo y su hermandad. Ahora se subastan roscos, panes, etc. También se hacen las típicas caridades (tortas de harina sin sal ni levadura cocidas en horno) que se adquieren para ayudar a mantener la festividad. Ya en 1606 se celebraba esta fiesta con toros, según consta en el archivo del Ayuntamiento, pero la climatología a veces impide que los toreros puedan ni hacer el paseíllo.
Es patrón de Aldea del Rey (Ciudad Real). En este municipio de La Mancha se encuentran el Sacro-Convento Castillo de Calatrava La Nueva y el Palacio de Clavería, también perteneciente a la Orden de Calatrava. Desde hace unos años la festividad se celebra durante el fin de semana posterior al día 23 de abril. El viernes es el día de fiesta local, el sábado se celebran las vísperas en honor al Santo y el domingo es el día grande en el que se celebra la misa por la mañana y por la tarde noche una procesión que recorre las calles principales de la localidad y a la que todos los hermanos de dicha hermandad asisten. El distintivo de la hermandad es una banda cruzada con los colores de la bandera de España y la Cruz de la Orden de Calatrava bordada en el centro.
- Asturias

En Asturias se denomina San Xurde y es el encargado de dar muerte al Cuélebre, que es una gran serpiente a la que se le representa con crines, orejas, alas de murciélago (cuando ya es viejo), y custodiando un gran tesoro en una cueva o al lado de una fuente protegiendo a las Xanas. Será con la llegada del cristianismo cuando el Cuélebre deje de tener el papel de Guardián cambiándolo por el de dragón devorador de ganados y vírgenes. Al Cuélebre solo se le puede dar muerte clavándole una espada en el cuello, o dándole de comer una hogaza de pan llena de alfileres o de piedras calentadas al rojo.
- País Vasco

San Jorge es patrón de la localidad Santurce. Es, además, el origen etimológico del nombre de la población cuyos orígenes son una ermita o un monasterio dedicado a este santo en el siglo XI.

#### Portugal
Parece ser que los cruzados franceses que ayudaron a Alfonso I de Portugal en la conquista de Lisboa en 1147, introdujeron el culto a Jorge en Portugal. Sin embargo, se cree que no fue hasta la época de Alfonso IV en la que se pasó a usar el nombre de San Jorge como grito de guerra, en lugar de Santiago.
Nuno Álvares Pereira, condestable de Portugal y profundo devoto del santo, consideraba a Jorge como adalid de la victoria de Aljubarrota contra los castellanos.
Juan I de Portugal era devoto de Jorge. Tanto es así que sustituyó a Santiago por Jorge como santo patrón de Portugal. En 1387 ordenó que su imagen a caballo fuera sacada en la procesión de Corpus Cristi, tradición que se extendió a Brasil.
Ya en 1386, Inglaterra y Portugal —unidas por el patronato de San Jorge— firmaron la alianza anglo-portuguesa, que todavía sigue en vigor.
En 1934, San Antonio de Padua sustituyó oficialmente a San Jorge como santo patrono de Portugal, siendo actualmente una devoción completamente olvidada a nivel nacional.

### Hungría
Las figuras de San Jorge y San Martín se hallan estrechamente ligadas a los cultos religiosos húngaros incluso antes de la fundación del reino de Hungría, hacia el año 1000. Según las crónicas y leyendas, el rey San Esteban I de Hungría condujo a sus ejércitos contra el adalid de los paganos, Cupan, en el año 997 «bajo las banderas de San Jorge y San Martín».[cita requerida] Durante los siguientes trescientos años, se rindió culto tanto a San Jorge como a San Martín en varias iglesias y monasterios, aunque a partir de la canonización del rey San Ladislao I de Hungría en el año 1192, este remitió.
En 1326 el rey Carlos I de Hungría fundó la primera orden caballeresca laica del mundo, la Orden de San Jorge, lo que atestigua que en el siglo XIV su culto seguía teniendo gran importancia en Hungría. En 1373 los hermanos húngaros Martín de Koloszvár y Jorge de Kolozsvár, maestros escultores, fundieron una estatua en bronce de San Jorge, probablemente obsequio del rey Luis I de Hungría a su aliado el emperador Carlos IV de Luxemburgo, también rey de Bohemia, que fue colocada en Praga. A partir de la segunda mitad del siglo XIV prevaleció el culto del rey caballero Ladislao I de Hungría: incluso se convirtió en tradición acuñar monedas con su imagen.
Según un estudio realizado en Hungría en 1808, 59 asentamientos llevaban el nombre de San Jorge. Sin embargo, tomando en cuenta los documentos y manuscritos existentes, se estima que previo a los 150 años de ocupación turca otomana en los siglos XV y XVI, el número de localidades nombradas en honor de san Jorge era cerca del doble que de las que aparecieron en el estudio. Concluyéndose así todas las ausentes en el listado de 1808 fueron destruidas previamente.

### Inglaterra

La bandera de Inglaterra es una cruz de San Jorge.

El rey Eduardo III de Inglaterra (rey de 1327 a 1377), conocido por promover el código de la caballería, fundó en 1348 la Orden de la Jarretera y nombró a Jorge como su santo patrono.
Los antiguos archivos de la orden fueron destruidos por el fuego, pero se cree que en 1344 o en 1348, Eduardo III proclamó a san Jorge como patrón de Inglaterra. A pesar de que su culto fue reprimido en la época de la Reforma por la Iglesia de Inglaterra, la capilla de San Jorge en el Castillo de Windsor (completada entre 1483 y 1528) se mantuvo como sede de la orden.
En 1818, el entonces príncipe regente y más tarde rey Jorge IV de Inglaterra creó la Muy Distinguida Orden de San Miguel y San Jorge para reconocer los servicios extraordinarios en el campo diplomático.
Jorge es uno de los personajes principales del poema Faerie Queen («La reina de las hadas») de Edmund Spenser, considerado uno de los poemas más bellos de la lengua inglesa.
Aparece en el libro I como el «Redcrosse Knight of Holiness» («Caballero Santo de la Cruz Roja»), protector de la Virgen María. Es de esta guisa que se puede interpretar a san Jorge como parte de la Iglesia de Inglaterra manteniendo y apoyando a la dinastía Tudor de Isabel I de Inglaterra.

### Italia
En Italia, el culto a san Jorge (San Giorgio) estuvo muy difundido. En Roma, Belisario (hacia 527) colocó bajo la protección de Jorge la Puerta de San Sebastián (Porta San Sebastiano) y la iglesia de San Jorge en Velabro, adonde fue trasladado poco después otro cráneo del santo, descubierto en el patriarcado lateranense del papa Zacarías (744–752). Algunas ciudades italianas, incluyendo Génova, Ferrara y Regio de Calabria, tienen a San Jorge como su patrón.

### Rusia

Escudo de Moscú.

La imagen de san Jorge aparece en el antiguo escudo imperial y en el escudo nacional moderno. Era el antiguo emblema de los ejércitos rusos y dio nombre a la primera orden militar del país.
La Iglesia Ortodoxa rusa celebra su fiesta como patrono de Rusia el 6 de mayo. El «Gran Mártir Jorge, portador de trofeo» se venera en forma de icono desde la Edad Media. La galería de iconos de Nóvgorod de la Universidad Estatal de la ciudad posee una colección de iconos del santo de los siglos XII al XVI.

### Ucrania
La fiesta de San Jorge es en mayo. En esa fecha se celebra en Ucrania el plastuny, que es a la vez la fiesta de San Jorge y el festival de primavera. San Jorge es el patrón de Ucrania, la región de Kiev, el santuario principal de Galitzia y de la ciudad Leópolis (Catedral de San Jorge), las más antiguas ciudades de Volodímir-Volinski, Kamianets-Podilskyi, y de un par de docenas de ciudades más.

### Bielorrusia
En la República de Bielorrusia se celebra el 23 de abril al comienzo de la primavera: los campesinos se revuelcan por la hierba empapada por el primer rocío y bendicen la tierra. Por otra parte, la fiesta está relacionada con la prosperidad y cuidado de los animales: se frota con un huevo a las reses para que estén más lozanas.

### Malta
En la isla de Malta se celebra la fiesta el cuarto domingo de junio y en Gozo el tercer domingo de julio. San Jorge es la advocación principal de la capilla de la Lengua de Aragón en la Catedral de San Juan, en La Valletta, capital de Malta.

### Serbia y Montenegro
En los dos países de Serbia y Montenegro San Jorge es uno de los patrones. Como en Rusia, la Iglesia ortodoxa serbia y la Iglesia ortodoxa montenegrina celebran su fiesta el 6 de mayo. Hay una isla próxima de la costa de Montenegro llamada de San Jorge, con un monasterio consagrado al santo.

## Resto del mundo

### Argentina
San Jorge es el patrono de la Caballería del Ejército Argentino, por lo que el 23 de abril se celebra el día de dicha arma. También es patrono de una ciudad de la Provincia de Salta llamada Pichanal y de la ciudad de San Jorge ubicada en el centro oeste de la Provincia de Santa Fe. Presta su nombre a la localidad de San Jorge del Partido de Laprida en la Provincia de Buenos Aires; al Golfo San Jorge repartido por mitades entre las provincias de Chubut (al norte) y Santa Cruz (al sur); y a los cerros San Jorge, uno ubicado en la localidad de Potrerillos del Departamento Luján de Cuyo en la Provincia de Mendoza, y el otro localizado en el Departamento Río Grande de la Provincia de Tierra del Fuego, Antártida e Islas del Atlántico Sur.

### Chile
En la comuna de La Cisterna, ubicada en el sector sur de la capital Santiago, existe un club de hockey-patín llamado HC San Jorge en cuya insignia se distingue la cruz del santo además de un dragón de color rojo, que recuerda la leyenda.

### Colombia
En el Ejército Nacional de Colombia es patrono del arma más insigne de la Fuerza, la Caballería. El soldado de Caballería, que acompaña con su leal trabajo la misión del Ejército Nacional, ha sido recurso importante en la defensa de los valores patrios y reconocen en él a un hombre luchador, virtuoso que entrega sus esfuerzos por la seguridad y progreso de la patria; El día del Arma de Caballería se celebra igualmente el 23 de abril.

### Uruguay
San Jorge es el patrono del arma de Caballería del Ejército Uruguayo, pero su día se celebra el 12 de octubre, fecha que se recuerda la primera carga a caballo del Ejército Oriental el 12 de octubre de 1825, batalla de Sarandí.

### Venezuela
En Venezuela San Jorge es el patrono del arma de Caballería y Blindado del Ejército de Venezuela, siendo celebrado su día el 23 de abril. Hay dos iglesias en Caracas que llevan su nombre, una es la iglesia Melkita bajo la dirección del Vaticano en Roma y la otra es la Iglesia Ortodoxa Serbia bajo la dirección del Patriarcado de Serbia: la iglesia Melkita conmemora a San Jorge el 23 de abril pues se rige por el calendario gregoriano, por su parte la iglesia ortodoxa serbia lo hace el 6 de mayo por usar el calendario juliano.

### Etiopía

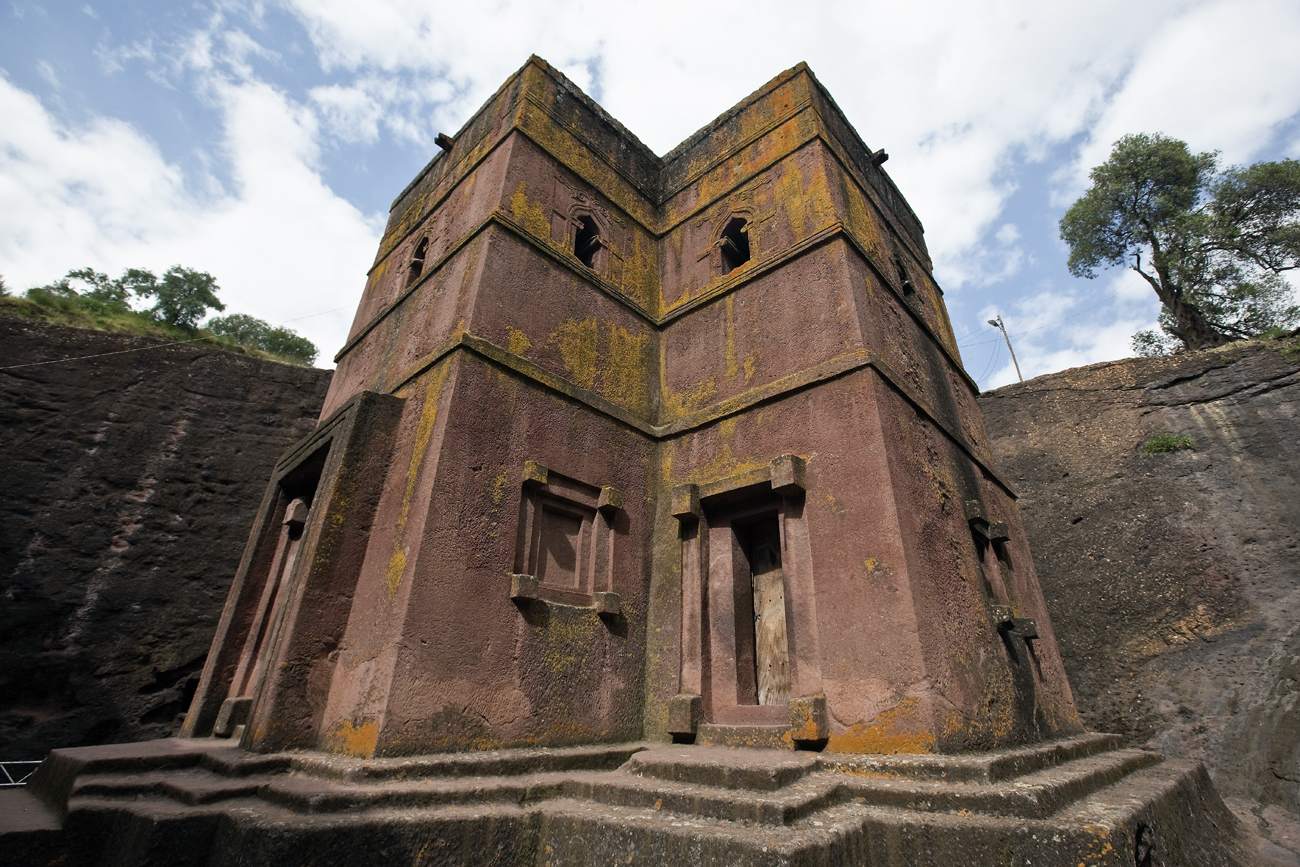
Iglesia de San Jorge en Etiopía.

Según una leyenda, generada probablemente por el rey Lalibela de Etiopía, cuando este estaba acabando una serie de iglesias, se apareció San Jorge en su armadura y montado en un caballo blanco. El rey dijo que el santo militar le echó en cara que ningún templo estuviera dedicado a él, por lo que el rey comenzó a colectar más impuestos para construir una lo antes posible.
Así se construyó Bet Giyorgis ('San Jorge'), excavada en la roca, una de las iglesias más hermosas de Etiopía. La iglesia está rodeada por mitos y leyendas que afirman que fue construida por los templarios en el siglo XIII o que guarda el Arca de la Alianza bíblica.

### Brasil
Portugal llevó el culto a sus colonias. En los cultos afro-brasileños, en la Umbanda se identifica a San Jorge con Ogum u Ogún (en Río de Janeiro, Recife, San Pablo y Porto Alegre), dios de la guerra y las armas, que maneja el hierro y con Oxóssi y Odé, en el Candomblé de la Bahía. El africanismo también toma este santo para representar a Ogum, santo (orixá) guerrero y protector.

### México
En el estado de Durango, se ha declarado patrono festejable el día 23 de abril. Esto debido a su mitología de defender ante las «fieras», ya que en la ciudad de Durango abundan las víboras, los insectos y arácnidos (específicamente, los alacranes).

Icono, Museo Cristiano-Bizantino, Atenas.

### Paraguay
Un santo tradicional del catolicismo global, con muchos seguidores en Paraguay. Ayuda a manejar o resolver situaciones y personas complicadas o conflictivas. Basta con poner bajo su pie el nombre de lo que se quiere resolver, aplacar, domesticar o derrotar y san Jorge ayudará en esta tarea. San Jorge fue un soldado del Imperio romano que sufrió martirio y persecución, en el siglo IV de nuestra era. Muy popular desde entonces, se le atribuye a su aparición milagrosa la derrota de un dragón, entre otras victorias. «Si querés ganar esa batalla, he aquí tu aliado». Es el santo patrono del Arma de Caballería cuya fiesta se celebra el 23 de abril. En el predio del mismo funciona el Instituto Nacional del Corazón, conocido como el Hospital San Jorge.[cita requerida]

## Patronazgo
San Jorge es, o fue, santo patrón y protector de diversos países, regiones y ciudades, como la Corona de Aragón, Inglaterra, Portugal, Georgia, Grecia, Lituania, Génova, Calabria, Barcelona, Moscú o Cáceres.
Es uno de los santos caballeros, protector durante la Edad Media de este estamento. En Rusia se empleó como principal emblema de sus ejércitos. En Inglaterra y Provenza se usaba su nombre como grito de guerra.
Varias órdenes militares portan su nombre o sus símbolos: la Orden de la Jarretera, la Orden Teutónica, la Orden de Calatrava, la Sacra Orden Constantiniana, la Orden de San Jorge de Alfama, entre otras.
Es patrono de diversas otras profesiones y actividades: agricultores, soldados, arqueros, prisioneros, herreros, gentes del circo, escultistas, montañeros, entre otros. Es protector de los animales domésticos. Su nombre es invocado contra las serpientes venenosas, las enfermedades de la piel, el herpes, la peste, la lepra y la sífilis, y en los países eslavos contra el mal de ojo.
En España, San Jorge es patrón de Bañeres desde hace varios siglos. La localidad celebra fiestas de moros y cristianos en su honor. Tanto el patrón, como las fiestas, son nombrados ya por el botánico Antonio José de Cavanilles en sus cuadernos de viaje durante la primavera de 1792: «Apenas salimos del Pinar se ve ya el castillo y pueblo de Bañeres construido en lo alto de un montecito, y en la cumbre de ese el castillo, sus calles en cuesta, y todo cubierto al oriente por el cabezo de un monte, que ya se repunta ramal o primer escalón para la Mariola. 
Hacían los de Bañeres en ese día la fiesta de San Jorge, la que continuaron en el siguiente con grande estruendo de tiros y ataques, representando la toma del castillo por los moros y la represa que después hicieron los cristianos.»
San Jorge mártir es el patrón de Alcoy, ciudad situada en la Comunidad Valenciana, destacándose como las fiestas de moros y cristianos más conocidas del mundo, declaradas de interés turístico internacional en 1980.
Es reconocido como el patrón del Movimiento Scout, específicamente de la rama Scout. Fue elegido por Baden Powell, el fundador del movimiento, por su ejemplo de valentía y caballerosidad.
En Argentina es considerado santo patrono de un barrio llamado Villa La Florida, en Quilmes. Dicho barrio posee una gran influencia italiana, ya que muchos de sus fundadores llegaron al lugar desde Italia y fueron quienes nombraron a San Jorge como patrón de La Florida, donde incluso tienen una gran iglesia con el nombre del santo.
Para los drusos (en árabe: durūzī دروزي, plural: durūz دروز), es un santo protector venerado y respetado.

## Iconografía
San Jorge se suele representar a caballo, habitualmente blanco, vestido al modo militar medieval, con palma, lanza, espada y escudo. Era el portaestandarte vencedor, el caballero campeón de dragones, con el símbolo de la maldad a sus pies. Era el caballero de la madre de Dios, María, equivalente en la tierra de San Miguel Arcángel (del que se distingue porque este último suele representarse con alas).
Los «colores de San Jorge» (o lo que se llama más habitualmente la «Cruz de San Jorge») es una bandera blanca con una cruz roja cuyos brazos llegan hasta los extremos. Se puede ver a menudo en el escudo de San Jorge en cuadros y otras representaciones. Se ha adaptado en las diferentes entidades de las que es patrono, como la bandera de Inglaterra, la de Georgia, etcétera.

## En el arte

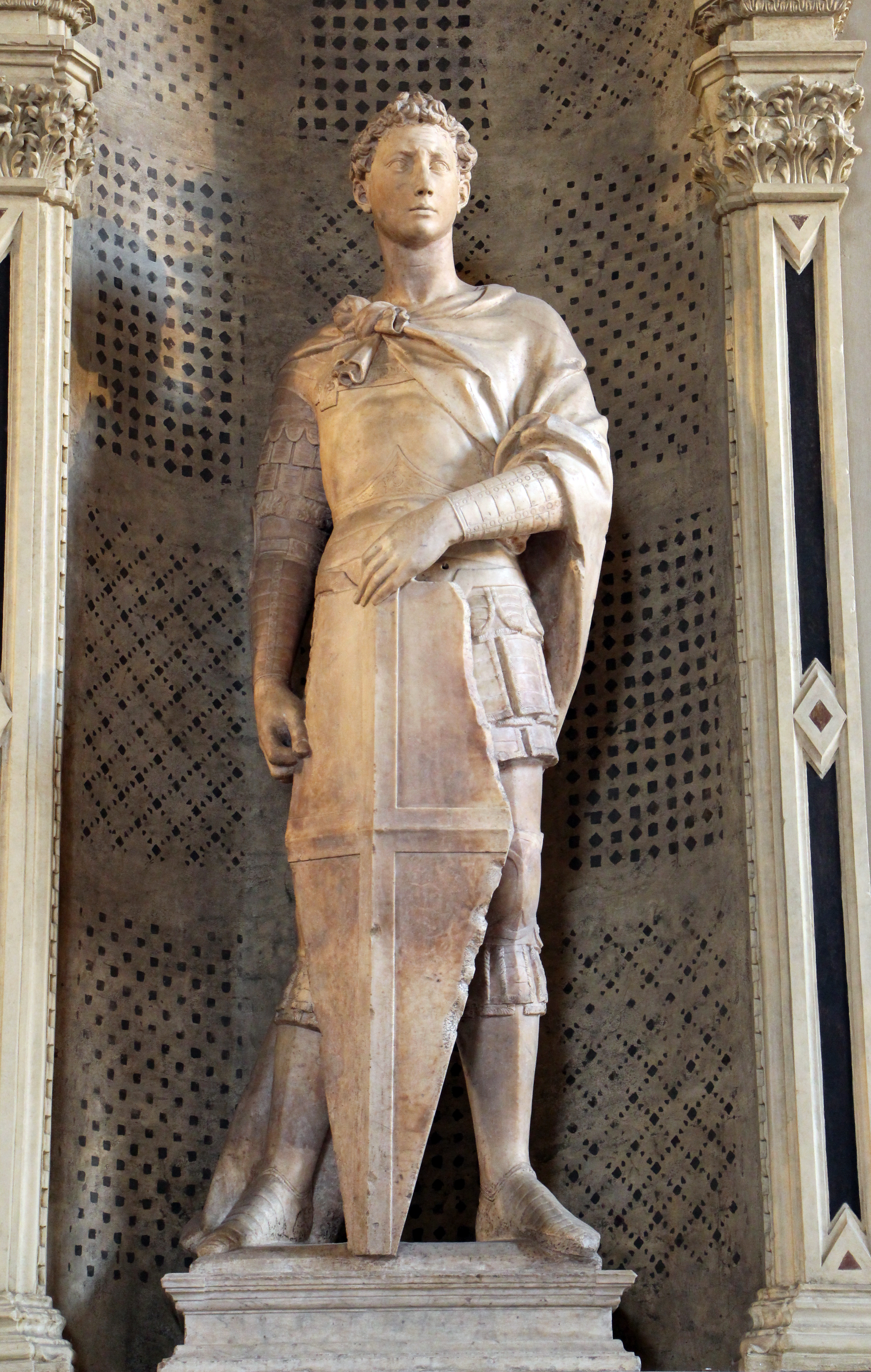
San Jorge (1416-1417), una de las esculturas más conocidas de Donatello.

Los cuadros más famosos del santo fueron realizados por Durero (en 1503), Donatello, Rafael y el San Jorge y el dragón de Rubens, en el Museo del Prado.
Hay algunas representaciones de la leyenda de San Jorge y el Dragón en pintura mural, como el San Jorge de Alfambra, de grandes dimensiones y estilo gótico, datado hacia 1490, y que en encuentra en la Ermita de Santa Ana, Alfambra (Teruel). Su nivel de detalle en la vestimenta que anuncia ya el Renacimiento es destacable, además de estar relacionado con el mecenazgo de la Fernández de Heredia, uno de cuyos miembros del linaje aparece en la escena contigua.